# Guapira peninsularis
Guapira peninsularis är en underblomsväxtart som beskrevs av Marta Aleida Díaz Dumas. Guapira peninsularis ingår i släktet Guapira och familjen underblomsväxter. Inga underarter finns listade i Catalogue of Life.